# Du Fu Cao Tang
Du Fu Cao Tang (oder: Du Fu-Halle mit Strohdach; chinesisch 杜甫草堂, Pinyin Dù Fǔ Cǎotáng, englisch Du Fu Thatched Cottage – „Du Fus Reetdachkate“{, in älterer Literatur auch: Du Fu's Strohhütte) ist ein Museum mit Parkanlage zu Ehren des chinesischen Dichters Du Fu aus der Tangzeit am westlichen Rand der Innenstadt von Chengdu, am Ufer des Huanhua Xi (浣花溪 Huànhuā Xī, deutsch ‚Blumen Spülender Bach‘). 1961 ernannte die chinesische Regierung das Anwesen zum National-Erbe.

## Lage und Gebäude
Das Parkgelände liegt am Rand des östlichen Stadtkerns von Chengdu, im Viertel Qingyang nahe Qingyang Gong. Der Park umfasst eine Fläche von etwa 9,7 ha und erstreckt sich entlang der Flussschlaufen des Huanhua Xi, der als Teilungslauf des Qingshui He (清水河 Qīngshuǐ Hé) durch das Viertel verläuft. Der Qingshui He bildet auch die Südgrenze des Parkgebiets, direkt an der Südgrenze des Wohngebietes Nullah Mountain Villa (流水山庄 Liúshuǐ Shānzhuāng). Nach Westen begrenzt unter anderem der Innenstadtring West (二环路西一段 Èr Huán Lù Xī Yī Duàn). Im Osten grenzt das Sichuan-Museum (四川博物院 Sìchuān Bówùguǎn) an. Und in der Nähe liegt auch das Chengdu Sichuan-Brokat und Stickerei-Museum (成都蜀锦织绣博物馆 Chéngdū Shǔjĭn Zhīxiù Bówùguǎn). Der eigentliche Park liegt nördlich der Caotang Lu (草堂路 Cǎotáng Lù) mit Blick auf einen künstlichen See im Süden. Mehrere Gebäudekomplexe mit offenen Innenhöfen sind über das Gelände verteilt.

## Geschichte
759 zog Du Fu nach Chengdu, baute eine strohgedeckte Hütte am Huanhua Xi und lebte dort vier Jahre lang. Diese Zeit, die so genannte „Strohhütte-Periode“ – englisch thatched hut period, war der Gipfel von Du Fus Schaffen. Er verfasste in dieser Zeit 240 Gedichte, zum Beispiel: „Meine Stohhütte wurde vom Herbstwind auseinandergerissen“ und „Der Premierminister von Shu“.
Du Fu Cao Tang ist heute ein beliebtes Reiseziel für Du Fu-Enthusiasten aus aller Welt, die dem Dichter näher kommen wollen.

## Museum

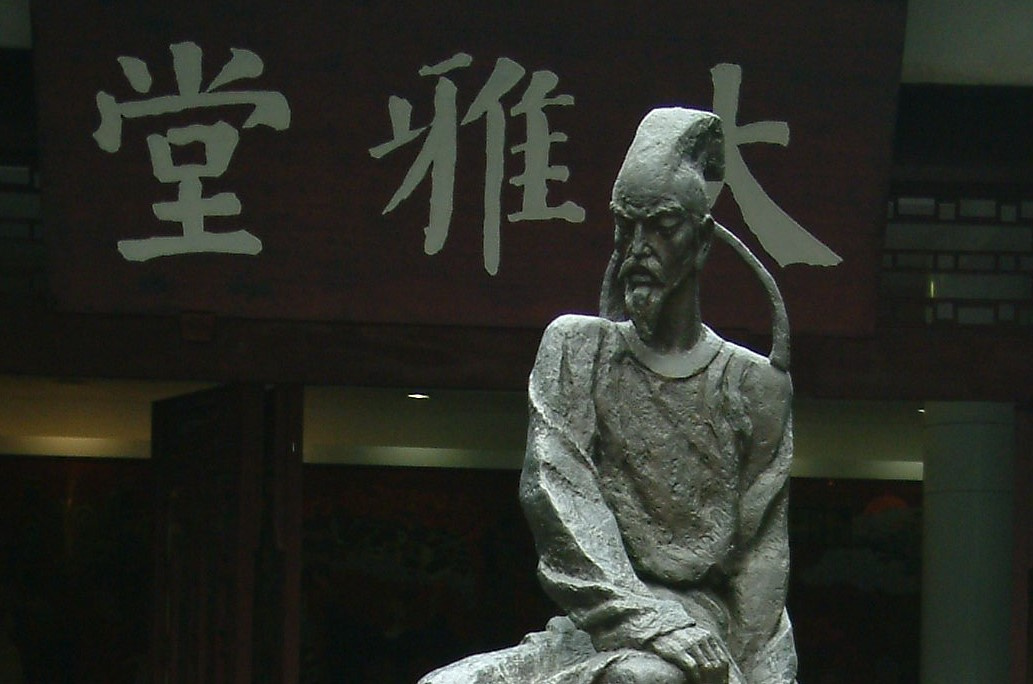
Die Bronzeskulptur Du Fus vor der „Halle der Großen Dichtung“.

Die historische „Strohhütte von Du Fu“ ist zerstört. Die heutigen Gebäude der Anlage wurden zur Zeit der Ming-Dynastie im frühen 16. Jahrhundert erbaut und 1811, zur Zeit der Qing, umfangreich renoviert.
Das historische Anwesen besteht aus verschiedenen Gebäuden:
- Die Du Gongbu-Gedächtnishalle (工部祠,  Gōngbù Cí)[6]: Präsentationen, Ausstellungen und Werke zum Leben von Du Fu. Die Bibliothek zeigt veröffentlichte Werke von Du Fu, unter anderem einige seltene Holzschnitt-Ausgaben aus der Song-Dynastie. Die Abteilung für Fremdsprache zeigt eine große Zahl von Übersetzungen von Du Fus Werken.
- Das eigentliche Du Fu Cao Tang (杜甫草堂,  Dù Fǔ Cǎotáng): Eine Rekonstruktion der „Strohhütte“ mit Aufteilung in Studierzimmer, Schlafraum und Küche.
- Die Halle der Großen Dichtung (大雅堂,  Dà Yǎ Táng)[4][7][8]: Eine Ausstellung mit Wandbildern, die Szenen zu „Meine Stohhütte wurde vom Herbstwind auseinandergerissen“ und „Lied von Kriegswagen“ auf 16 mal 4 m Fläche darstellen. Außerdem sind Statuen von zwölf prominenten chinesischen Dichter ausgestellt (Qu Yuan, Tao Qian, Li Bai, Wang Wei, Su Shi, Li Qingzhao, Lu You).

## Galerie

Anlage des Museums
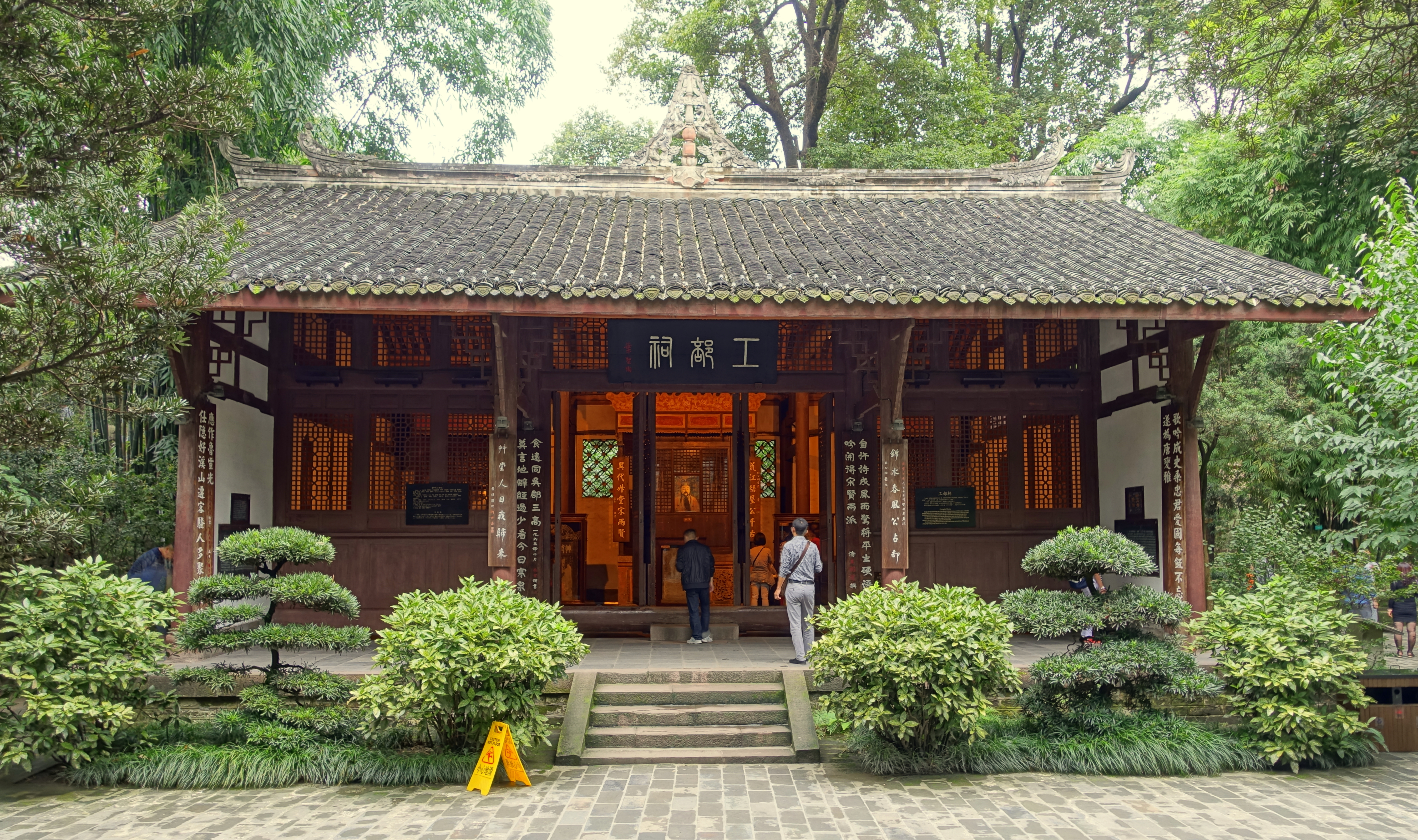
Gongbu-Schrein in Du Fu Cao Tang
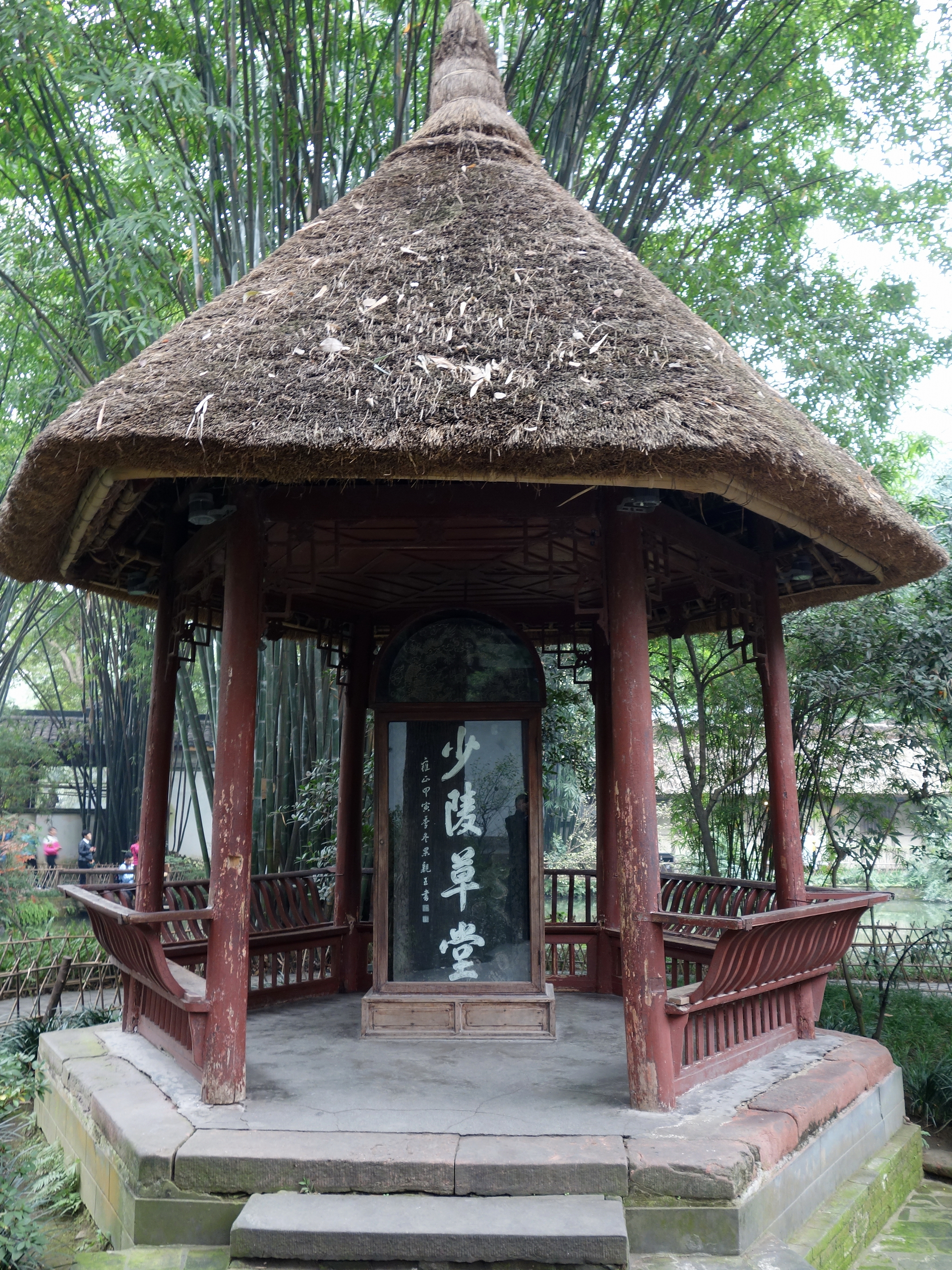
Pavillon mit Steintafel (Shaoling)
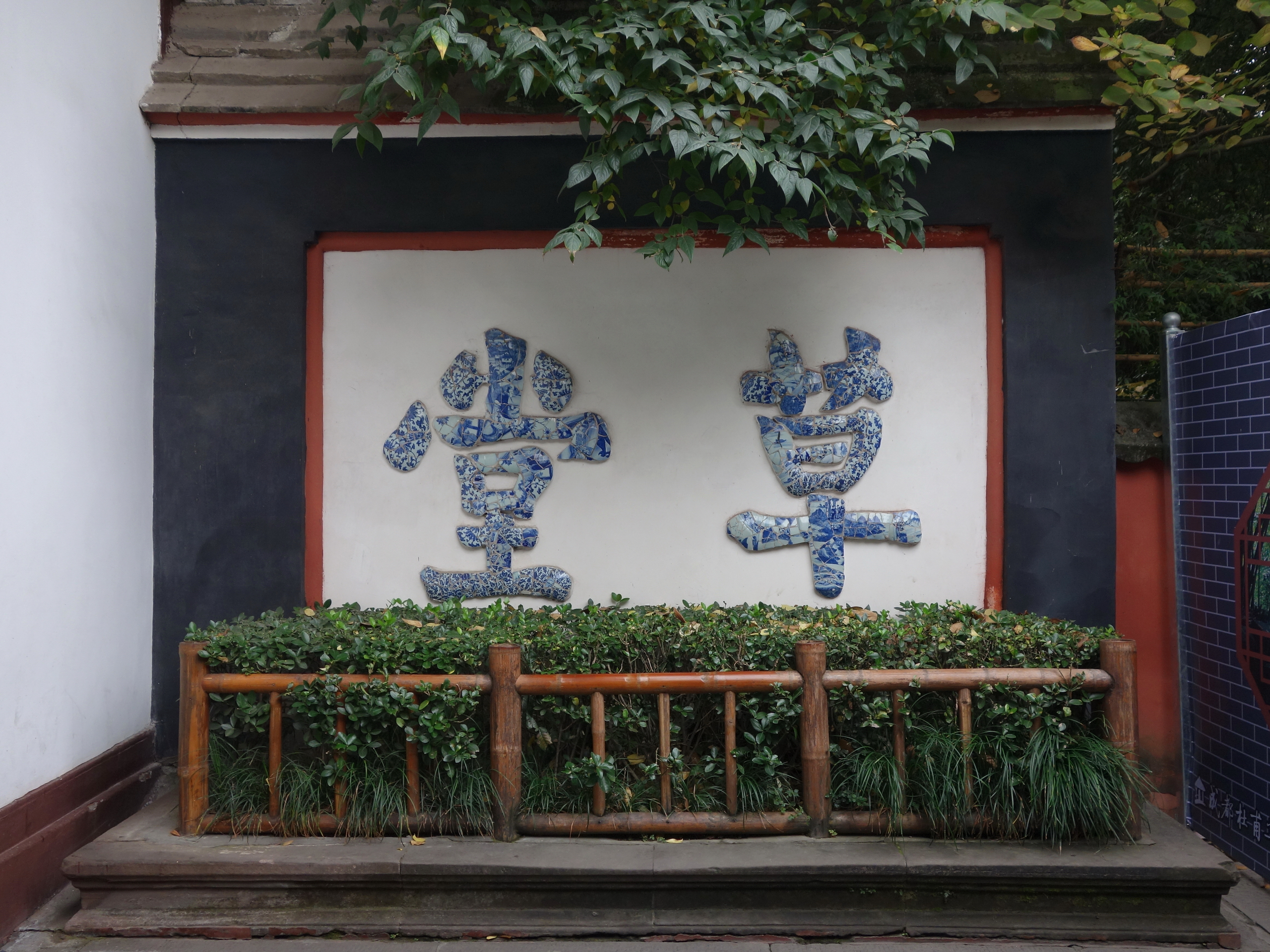
Kalligraphie: Cao Tang – 草堂
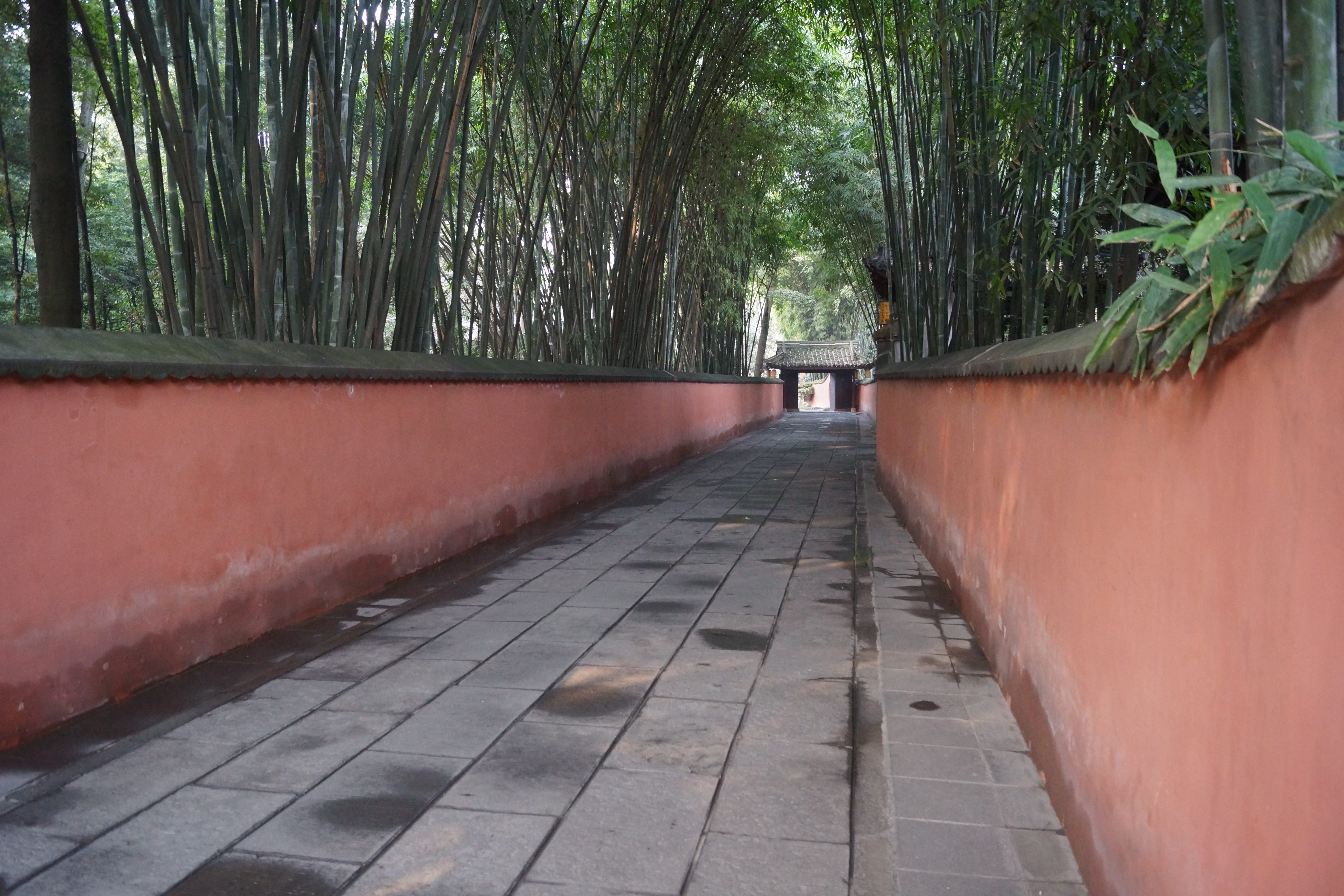
Fußweg am Bambushain im Park
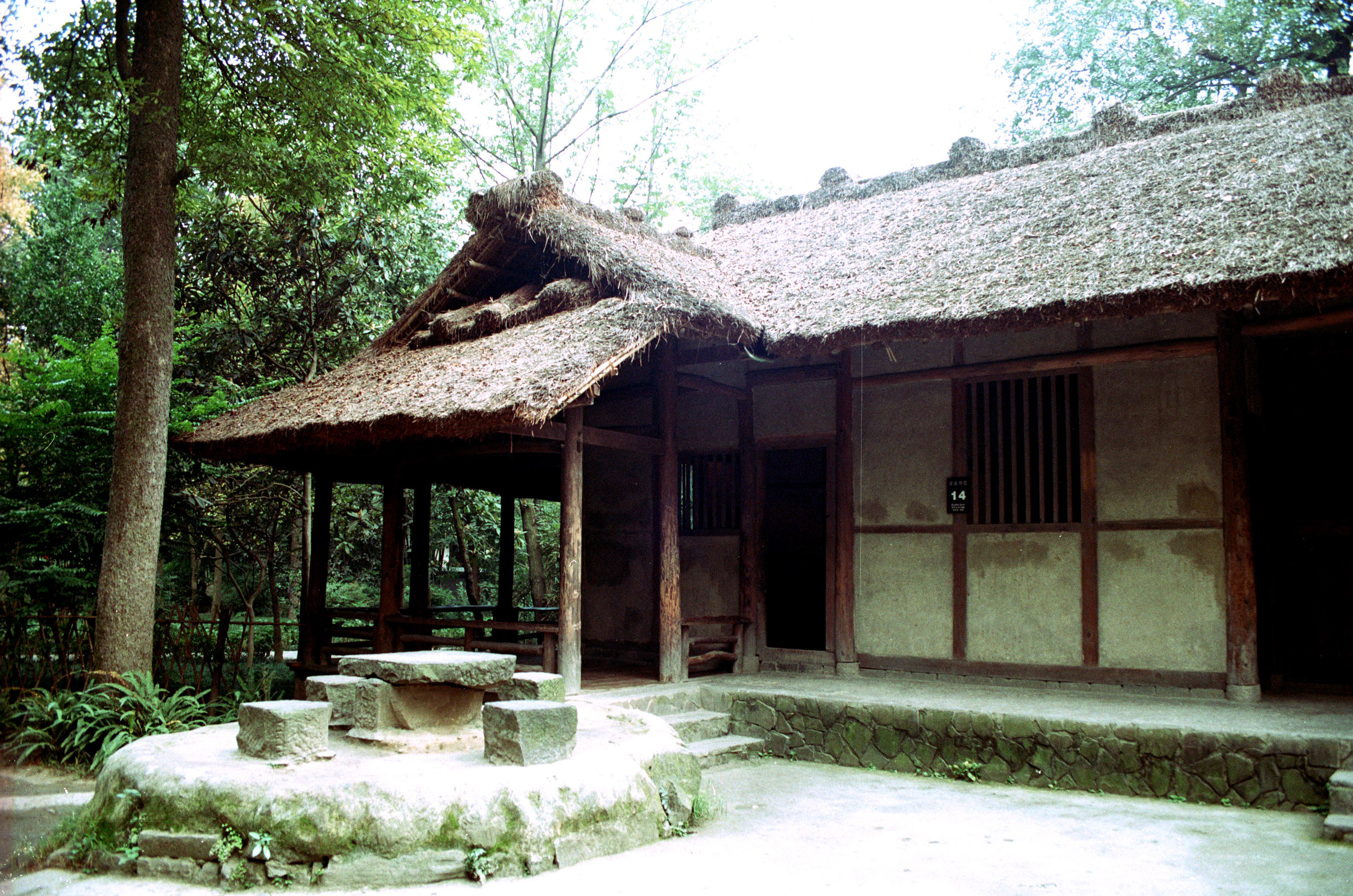
Cao Tang – „Strohhütte“ Außenraum
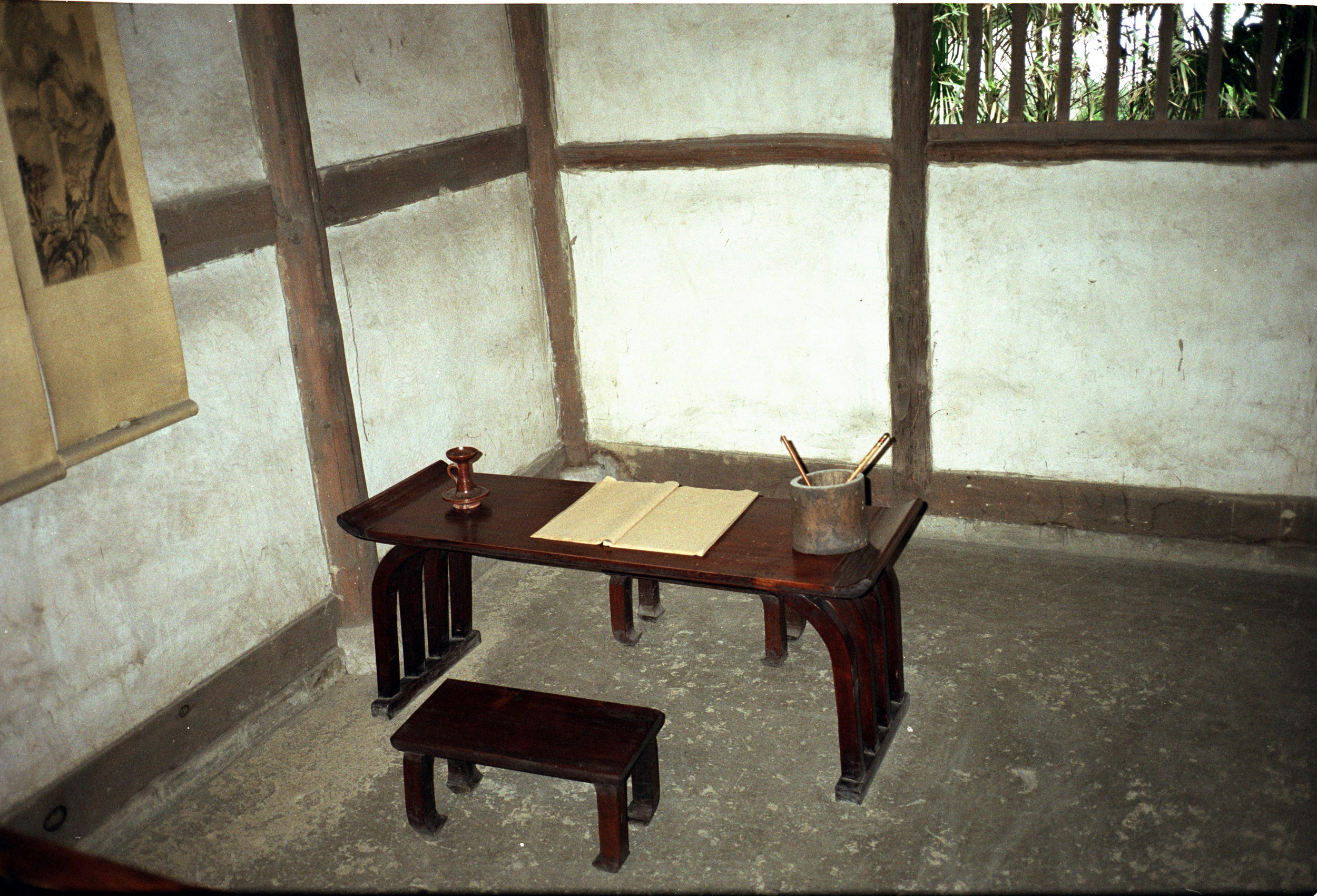
Rekonstruktion des Innenraums